# Naarajärvi (sjö i Lieksa, Norra Karelen)
Naarajärvi är en sjö i kommunen Lieksa i landskapet Norra Karelen i Finland. Sjön ligger 122,8 meter över havet. Den är 18,3 meter djup. Arean är 87 hektar och strandlinjen är 7,21 kilometer lång. Sjön  ingår i Vuoksens huvudavrinningsområde.   Den ligger omkring 90 kilometer norr om Joensuu och omkring 450 kilometer nordöst om Helsingfors. 
I sjön finns ön Hiekkasaaret. 